# Hypoleria parcilimbata
Hypoleria parcilimbata är en fjärilsart som beskrevs av Ferreira d'almeida 1943. Hypoleria parcilimbata ingår i släktet Hypoleria och familjen praktfjärilar. Inga underarter finns listade i Catalogue of Life.